# Straßenbahn Breslau
Die Straßenbahn Breslau (polnisch: Wrocław) ist eines der ältesten Straßenbahnnetze in Polen. Zurzeit wird sie von MPK Wrocław (Miejskie Przedsiębiorstwo Komunikacyjne Sp. z o.o. we Wrocławiu) betrieben. Das Straßenbahnsystem umfasste im Jahr 2012 20 Linien mit einer Gesamtlänge von ungefähr 250 Kilometern. Die Gleise sind normalspurig. Die Breslauer Straßenbahn verwendet eine Oberleitung mit einer Fahrspannung von 660 Volt Gleichstrom.

## Geschichte

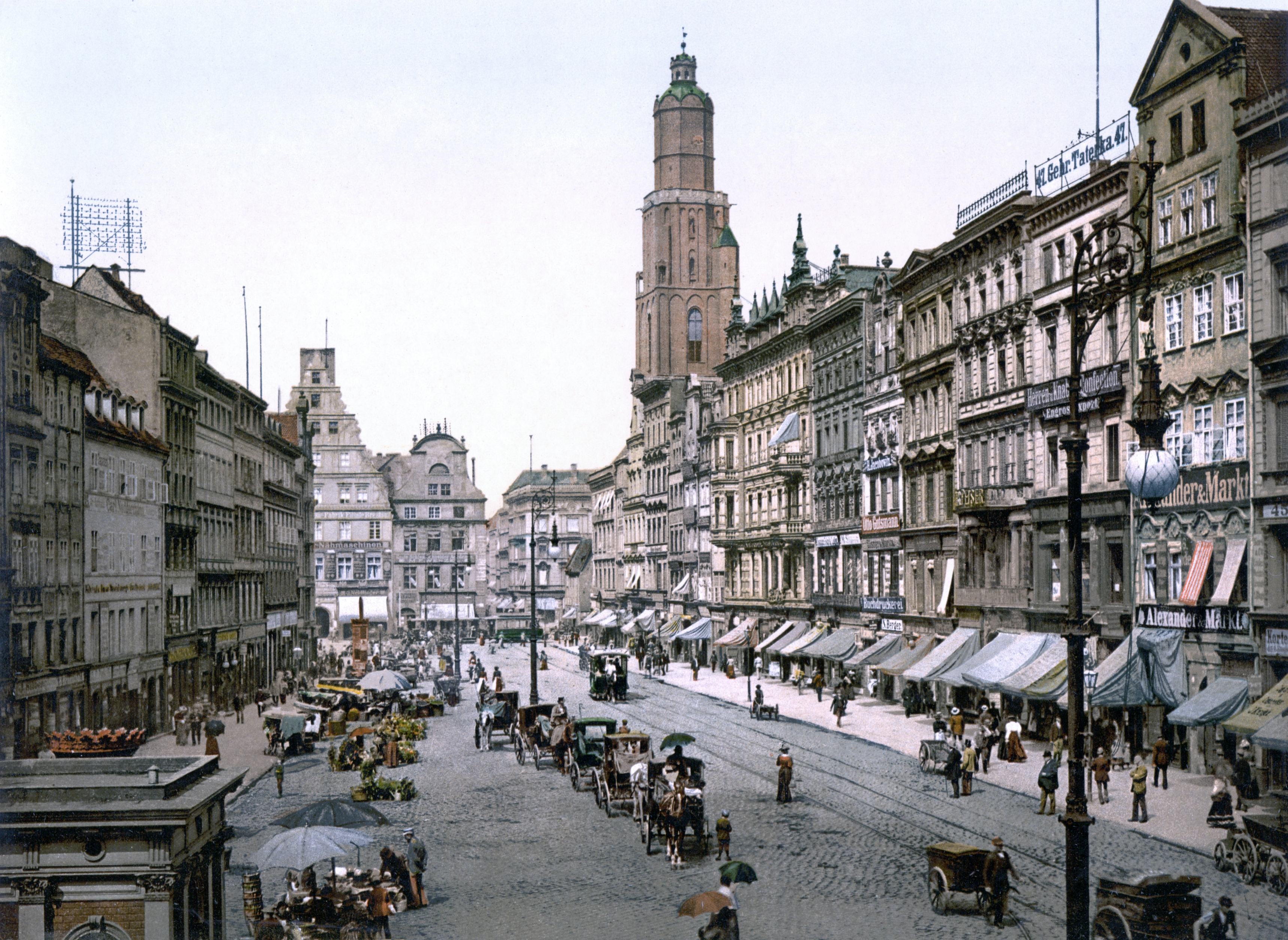
Breslauer Markt, Aufnahme zwischen 1890 und 1900, mit Pferdebahn

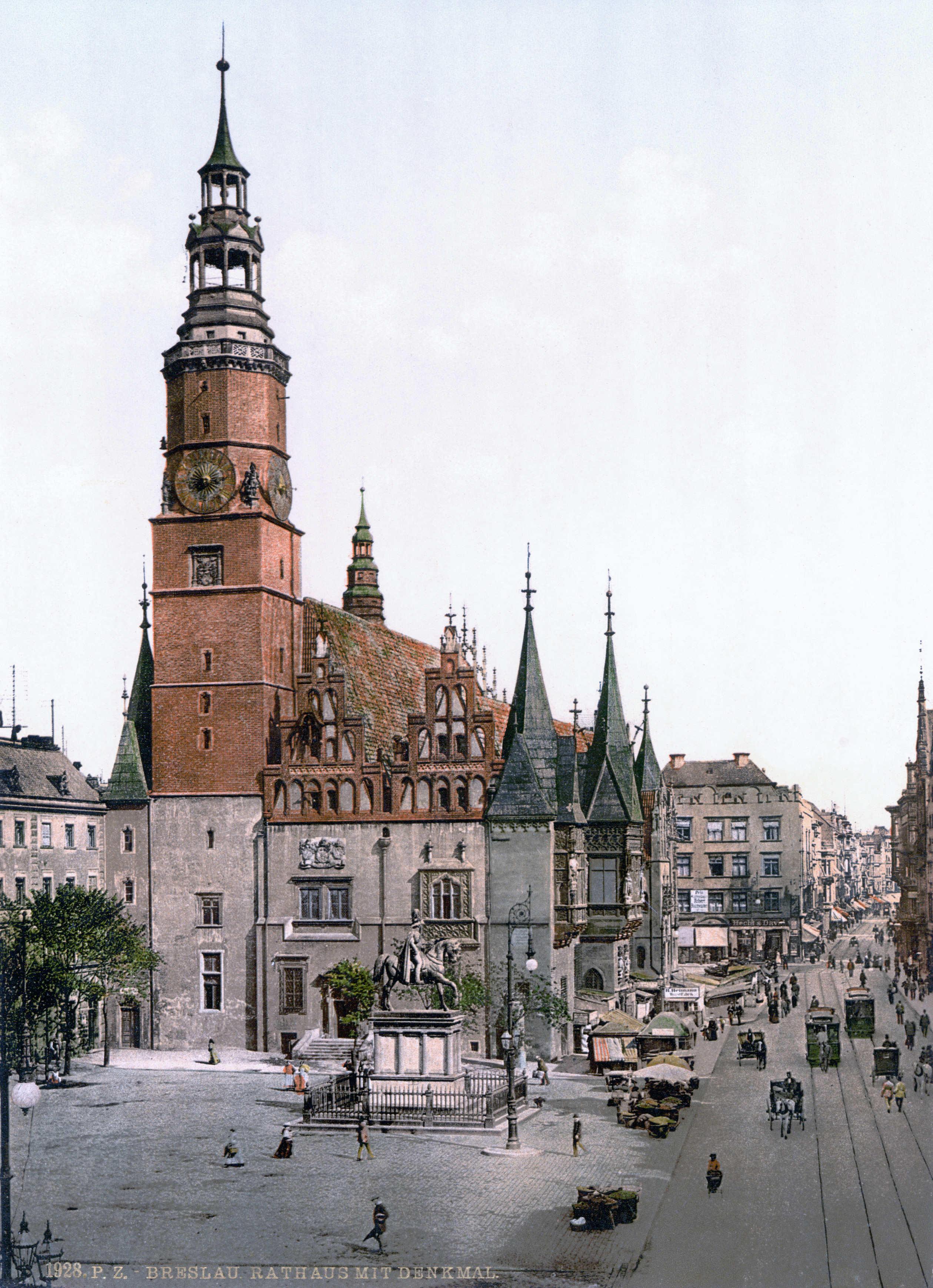
Rathaus Breslau, rechts die Gleise der Pferdebahn (um 1900)

Breslau, ab 1815 Hauptstadt der preußischen Provinz Schlesien und ab 1919 Hauptstadt der preußischen Provinz Niederschlesien, war nach der Reichseinigung Deutschlands im Jahr 1871 die drittgrößte Stadt des Landes. Zwischen 1925 und 1930 wuchs Breslau durch die Eingemeindung der umliegenden Orte und erreichte eine Größe von 175 Quadratkilometern mit 600 000 Einwohnern. Nach dem Krieg fuhr, im wegen des Festungsstatus' der Stadt weitgehend zerstörten Netz, am 22. Juli 1945 wieder die erste Straßenbahn. Der Wiederaufbau im nunmehr polnischen Wrocław dauerte teilweise bis zur politischen Wende an. Gleichzeitig litt das Netz ab dieser Zeit an mangelnder Wartung. Nach dem Hochwasser im Jahre 1997 wurden die Reparaturen im Netz für Modernisierungen genutzt.

### Pferdebahn
Am 4. Juli 1876 erhielt Johannes Büssing, ein Kaufmann aus Berlin, eine 30-jährige Konzession für den Bau und Betrieb einer Pferdebahnstrecke in Breslau. Am 1. November desselben Jahres wurde die Konzession von der Breslauer Straßen-Eisenbahn-Gesellschaft (BSEG) übernommen. Die erste Pferdestraßenbahn verkehrte am 10. Juli 1877 auf einer Strecke vom Stadtzentrum über die heutige Krasińskiego-Straße zum Zoo. Nach ein paar Monaten wurde die Strecke zum heutigen Strzegomskiego-Platz verlängert. Eine zweite Strecke wurde vom Wilhelm-Viertel (heutiger Bezirk Krzyki) zum Hauptbahnhof gebaut.
1878 wurde eine dritte Linie eröffnet, die vom Markt in den südöstlichen Teil der Stadt zum Neuen Äußeren Ohlauer Tor verkehrte. Später wurden die Strecken zweigleisig ausgebaut, so dass der Fahrplan verdichtet werden konnte. Das Unternehmen BSEG war erfolgreich: Zwischen 1878 und 1909 konnte jedes Jahr mindestens fünf Prozent Dividende ausgeschüttet werden, im Jahr 1899 sogar 14 %. Im Jahr 1891 wurden mit Hilfe von 337 Pferden und 86 Wagen 8,2 Millionen Fahrgäste befördert. Im Jahr 1900 besaß der Betrieb 524 Pferde, 140 Wagen und beförderte 15,4 Millionen Fahrgäste. Am 30. Juni 1906 verkehrte die Pferdebahn zum letzten Mal.

### Elektrische Straßenbahn

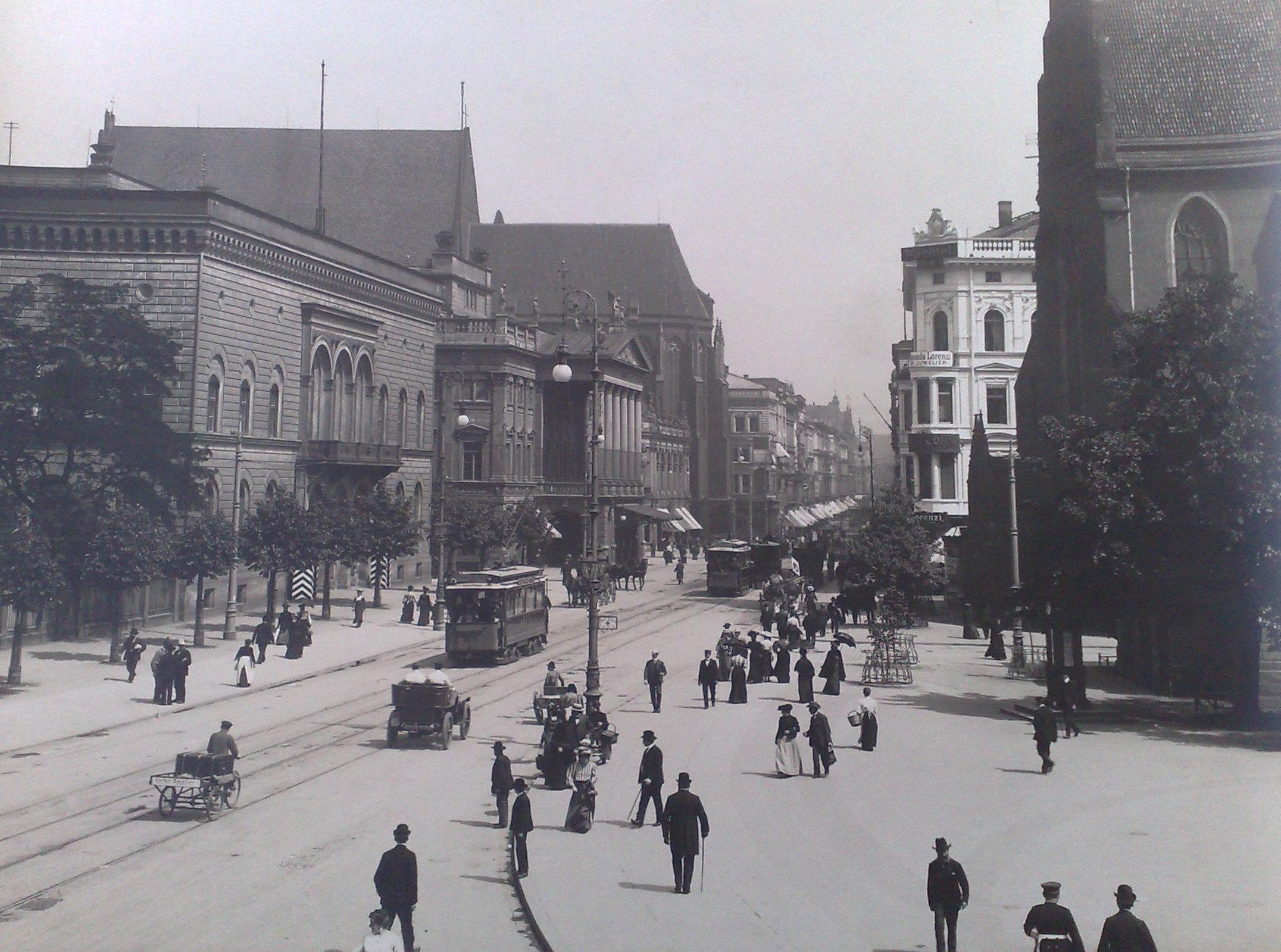
Schweidnitzer Straße (heute: ulica Świdnicka) mit elektrischer Straßenbahn im Jahr 1906; in der Mitte das klassizistische Gebäude der Oper

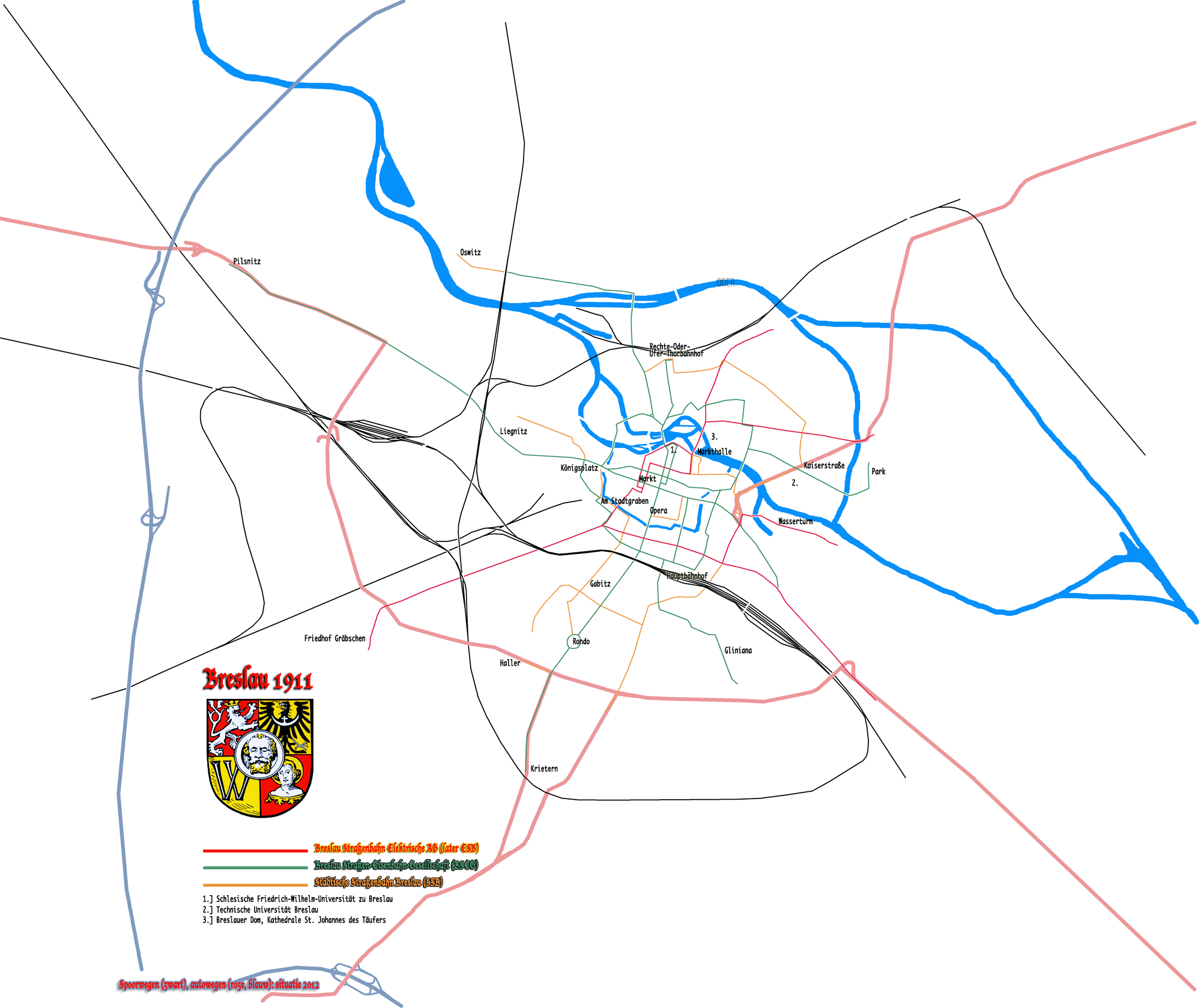
Die drei Straßenbahngesellschaften in Breslau im Jahr 1911

Am 2. April 1892 erhielt die Elektrische Straßenbahnen in Breslau AG (ESB) eine Konzession für 30 Jahre für den Bau und Betrieb eines elektrischen Straßenbahnnetzes. Am 14. Juli 1893 wurde die erste Linie eröffnet, die die erste elektrische Straßenbahn auf heutigem polnischen Staatsgebiet war. Die BSEG wollte ihre Pferdebahnlinien elektrifizieren und erwarb für ihre Linien am 14. Juni 1892 eine Konzession. Am 6. August 1901 erhielt ein drittes Unternehmen, die Städtische Straßenbahn Breslau (SSB), die sich im Eigentum der Stadt befand, ebenfalls eine Konzession zum Bau und Betrieb von elektrischen Straßenbahnen. Da der Stadtrat eine Situation wie in Berlin vermeiden wollte, wurde beschlossen, dass neue Straßenbahnstrecken im Auftrag der Stadtverwaltung gebaut werden sollten. So wurde die Berliner Situation, wo die private Große Berliner Straßenbahn die Verkehrspolitik diktierte und andere Unternehmen willkürlich Straßenbahnlinien eröffneten, vermieden und es konnten Linien gebaut werden, die zunächst weniger profitabel waren. Die ersten zwei Strecken, die die SSB in Betrieb nahm, waren die Linien Pöpelwitz (heute: Popowice) ↔ Ohlauer Tor (heute: Plac Dominikański) und Pöpelwitz ↔ Hauptbahnhof. Der Stadtrat beschloss, die zwei anderen Straßenbahnbetriebe aufzukaufen und in die SSB zu integrieren, die Umsetzung dieses Plans geschah nicht ohne Probleme. Die SSB erweiterte ihr Streckennetz schnell, aber kam nicht aus den roten Zahlen. Ihre Streckenerweiterungen waren weniger profitabel. Regelmäßig protestierte die BSEG gegen die Mitbenutzung ihrer Gleise durch SSB-Linien und behinderte den Betrieb. Die Stadt verklagte die BSEG, um das Benutzungsrecht zu regeln. Gleichzeitig versuchte die SSB einen Plan der BSEG zu verhindern, die eine Strecke parallel zu einer SSB-Linie in der Michaelisstraße (heute: Nowowiejska) bauen wollte. Die Konkurrenz führte zu einem großen Wachstum des Straßenbahnnetzes, aber auch zu Wildwuchs. Da es keine Koordinierung des Baus neuer Strecken gab, bauten die drei Unternehmen jeweils ihr eigenes Netz. Das führte in der Innenstadt zu einem sehr dichten Streckennetz.

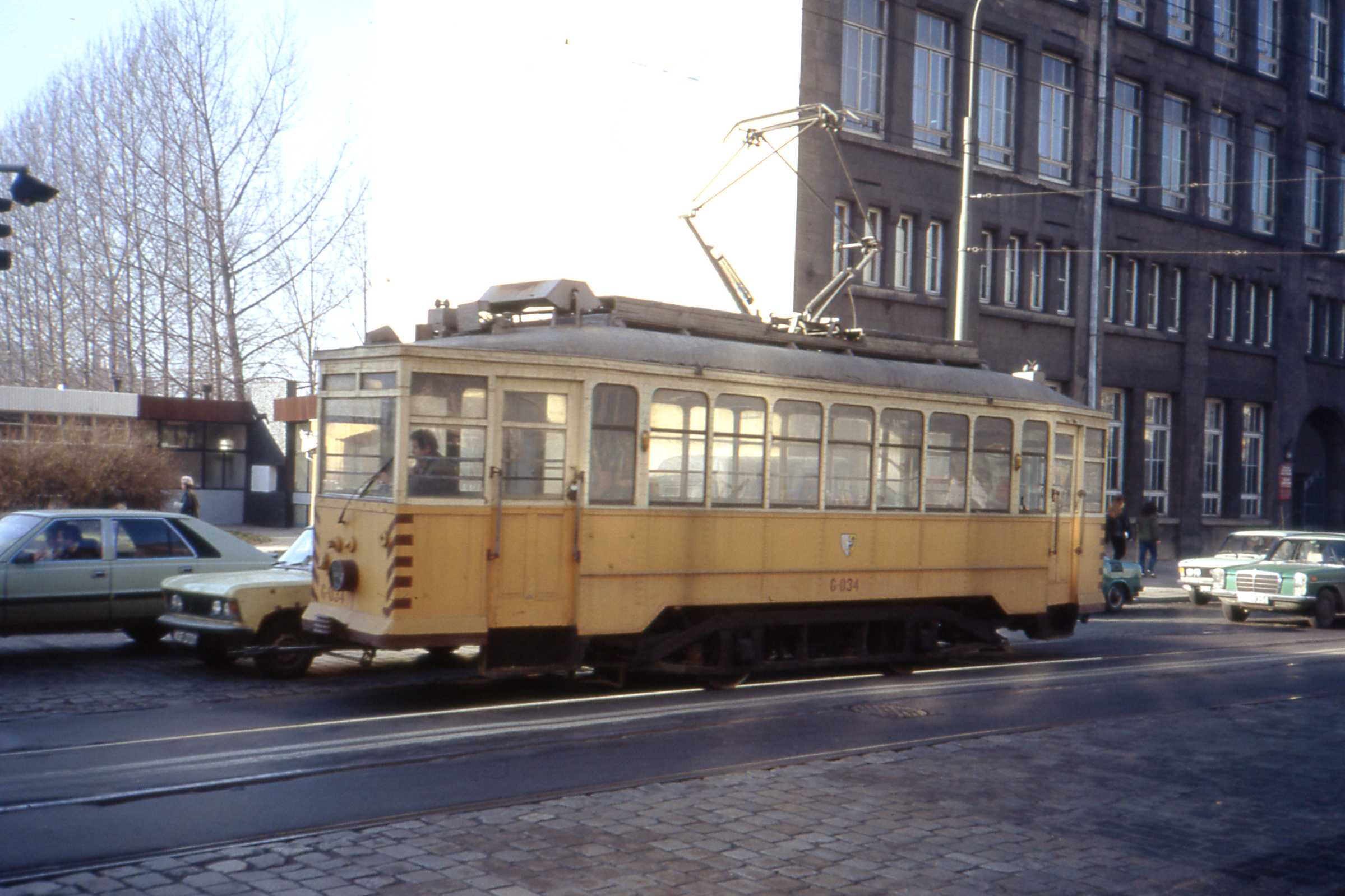
LH-Standard-Wagen, Baujahr 1929, als Arbeitswagen

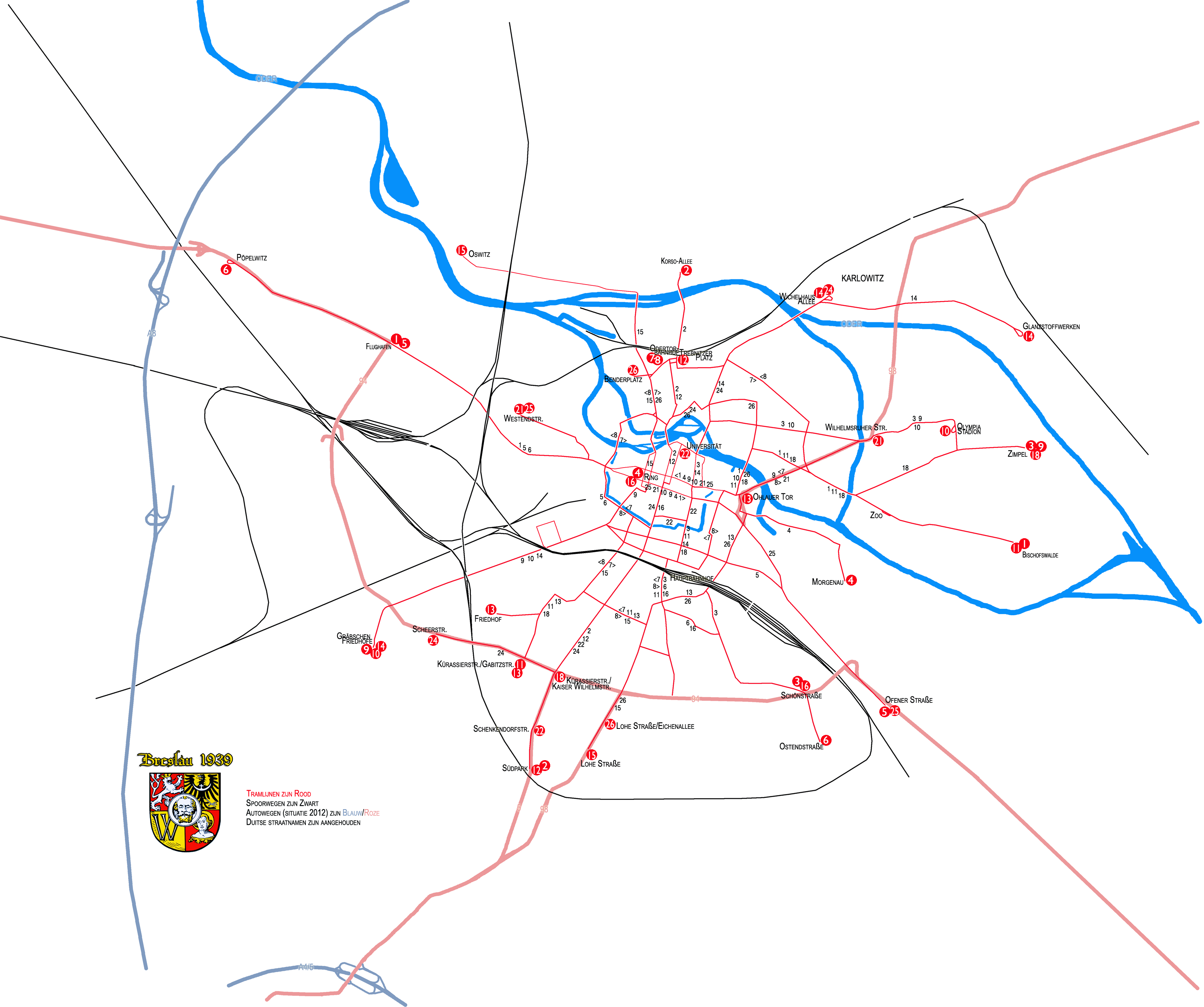
Breslauer Straßenbahnnetz 1939; Linie 7/8 war der so genannte Bahnhofsring

Im Jahr 1911 beschloss die Stadt, die BSEG für zehn Millionen Mark zu erwerben. Ihre Linien wurden in die SSB integriert und zwei neue Betriebshöfe wurden gebaut. Am 1. Juli 1912 wurde von der Stadt eine andere Neuheit präsentiert: Man eröffnete eine 4,4 Kilometer lange Oberleitungsbuslinie vom Zentrum nach Brockau (heute: Brochów), die Gleislose Lloyd-Bahn Brockau. Diese befand sich jedoch technisch noch in den Kinderschuhen und wurde nach einem Jahr wieder stillgelegt. Im Jahr 1919 besaß die SSB 85 Triebwagen, 150 Beiwagen, hatte 673 Beschäftigte und beförderte etwa 30 Millionen Fahrgäste im Jahr. Am 1. Juni 1923 konnte die Stadt schließlich die ESB übernehmen und ihre Linien wurden in das SSB-Netz aufgenommen. Erst in den Jahren 1924 bis 1927 konnte das Straßenbahnnetz rationalisiert werden und das dichte Innenstadtnetz wurde verbessert. Es wurden Netzverbindungen gebaut, um Linien miteinander zu verknüpfen. Damit konnte das häufige Umsteigen zwischen Linien verschiedener Unternehmen beseitigt werden, das typisch für den öffentlichen Verkehr in Breslau war. Außerdem konnte die Tarifstruktur vereinfacht werden. In den 1920er Jahren wurde bereits die Grundlage für das Straßenbahnnetz des Jahres 2012 gelegt. In der Wirtschaftskrise gelang es, einige wichtige Erweiterungen zu realisieren. Linien zum Olympiastadion und in den westlichen und östlichen Teil der wachsenden Stadt wurden eröffnet. Anfangs erfolgte die Stromversorgung mittels Stangenstromabnehmer, in den 1930er Jahren begann der Umbau der Oberleitung für die Stromabnahme mit Scherenstromabnehmer. Diese Umstellung konnte erst nach dem Zweiten Weltkrieg abgeschlossen werden.

### Zweiter Weltkrieg
Während des Zweiten Weltkriegs litt Breslau sehr unter den Kampfhandlungen. Vor und während der deutschen Invasion in Polen (1. September 1939) wurde Breslau Garnisons- und Frontstadt. Um Treibstoff zu sparen, wurde der Omnibusverkehr eingestellt, so dass alle Einwohner auf die Straßenbahn angewiesen waren. Im November 1943 wurde das gesamte Straßenbahnnetz umgestaltet, um jedem Stadtteil eine direkte Verbindung zum Markt zu geben. Es wurden Krankentransportwagen eingesetzt, die Verwundete transportierten und Toilettenwagen, um durch die Abfuhr von Fäkalien der Ausbreitung von Seuchen in den zerbombten Stadtteilen zu begegnen. Es wurde eine direkte Straßenbahnstrecke zwischen dem Bahnhof und dem größten Krankenhaus gebaut, um die vielen Verwundeten von der Front direkt zum Krankenhaus bringen zu können. Während der Belagerung der Festung Breslau wurden Straßenbahnwagen in die Barrikaden eingebaut.

### Nach 1945

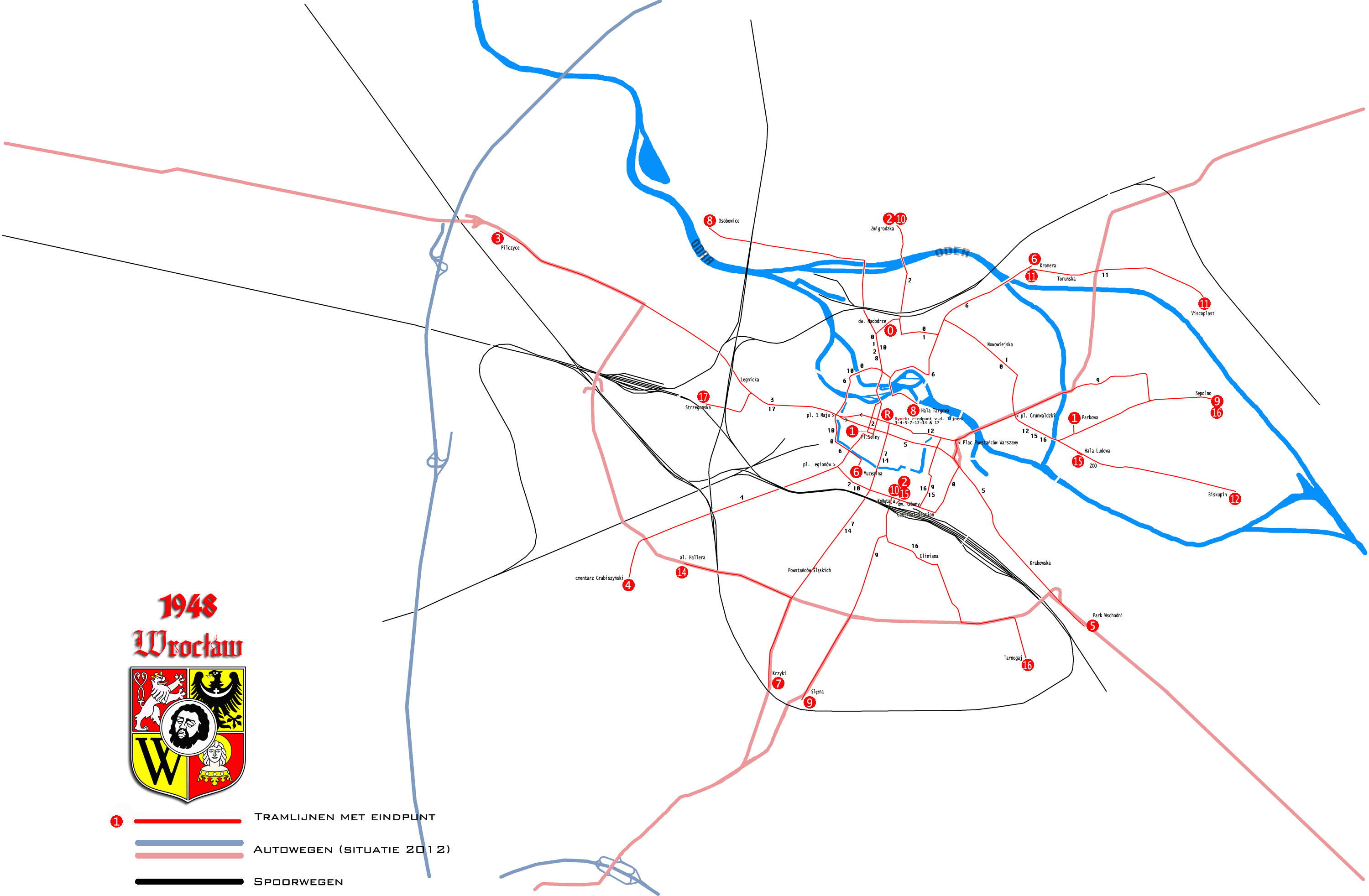
Liniennetz drei Jahre nach dem Ende des Zweiten Weltkriegs, Mai 1948

Der größte Teil der Infrastruktur war nach der Kapitulation unbrauchbar oder zerstört. So war die gesamte Oberleitung durch Brände geschmolzen oder gestohlen. Die noch vorhandenen Gleise waren mit einer großen Menge Schutt und Abfall bedeckt. Nur 25 % der Triebwagen waren noch mehr oder weniger brauchbar, 43 der 150 Beiwagen waren noch einsetzbar. Die Linien wurden wie folgt wieder in Betrieb genommen:
| Linie | Eröffnungs- datum | Linienweg                                              |
| ----- | ----------------- | ------------------------------------------------------ |
| 1     | 22.7.1945         | Biskupin ↔ Słowiańska                                  |
| 2     | 6.10.1945         | Bahnhof Nadodrze ↔ Karłowice                           |
| 3     | 22.11.1945        | Großer Ring ↔ Legnicka/Poznańska                       |
| 4     | 24.1.1946         | Großer Ring ↔ Grabiszyński-Friedhof                    |
| 5     | 15.3.1946         | Großer Ring ↔ Krakowska-Straße                         |
| 6     | 25.7.1946         | Warszawskie-Brücke ↔ Muzealna-Straße                   |
| 7     | 27.9.1946         | Großer Ring – Świdnicka ↔ Powstańców Śląskich ↔ Krzyki |
| 8     | 17.7.1946         | Karl-Marx-Platz (heute: Strzelecki-Platz) ↔ Osobowice  |
| 9     | 30.9.1946         | Chopin-Straße ↔ Sienkiewicza-Straße                    |
| 10    | 26.7.1946         | Bahnhof Nadodrze ↔ Bahnhof Świebodzki ↔ Hauptbahnhof   |
| 11    | 1.12.1946         | Marcina-Kromera-Allee ↔ Kowale                         |
| 12    | 1947              | Sępolno ↔ Großer Ring                                  |
| 14    | 26.5.1948         | Grabiszynek ↔ Powstańców Śląskich ↔ Großer Ring        |
| 15    | 1948              | Dyrekcyjna – Jahrhunderthalle                          |
| 0     | 1948              | Ringlinie (rund um die Innenstadt)                     |

Die erste Straßenbahnlinie, die wieder in Betrieb genommen wurde, war die Linie 1 in der Nähe des Betriebshofs Biskupin. Andere Linien wurden nach und nach instand gesetzt, so dass im Jahr 1946 die radialen Linien 4 bis 11 wieder (teilweise) in Betrieb gehen konnten. Wegen der Materialknappheit und der vielen beschädigten Gleise mussten fast alle Straßenbahnlinien im Zentrum enden, auf oder in der Nähe des Marktplatzes (Großer Ring, polnisch: Rynek). Im Jahr 1947 wurde die erste Nachtlinie (E) eingerichtet, die 1948 wieder eingestellt wurde. Von diesem Jahr an verkehrten die Linien 0 bis 12 jede Nacht stündlich; dieser Service wurde erst im Jahr 2003 aufgegeben. Erst ab 1948 konnte die Ringlinie vollständig in Betrieb genommen werden. Außerdem kamen neue Linien dazu, die ab 14 nummeriert wurden. (Die Liniennummer 13 wurde ausgelassen.) Linie 17 war eine neue Linie zur Waggon- und Straßenbahnfabrik Pafawag (vorher: Linke-Hofmann). 1949 war das Straßenbahnnetz, wie es vor dem Zweiten Weltkrieg bestand, weitgehend wiederhergestellt. Nur in der Innenstadt war die Beseitigung der Kriegsschäden noch im Gange.

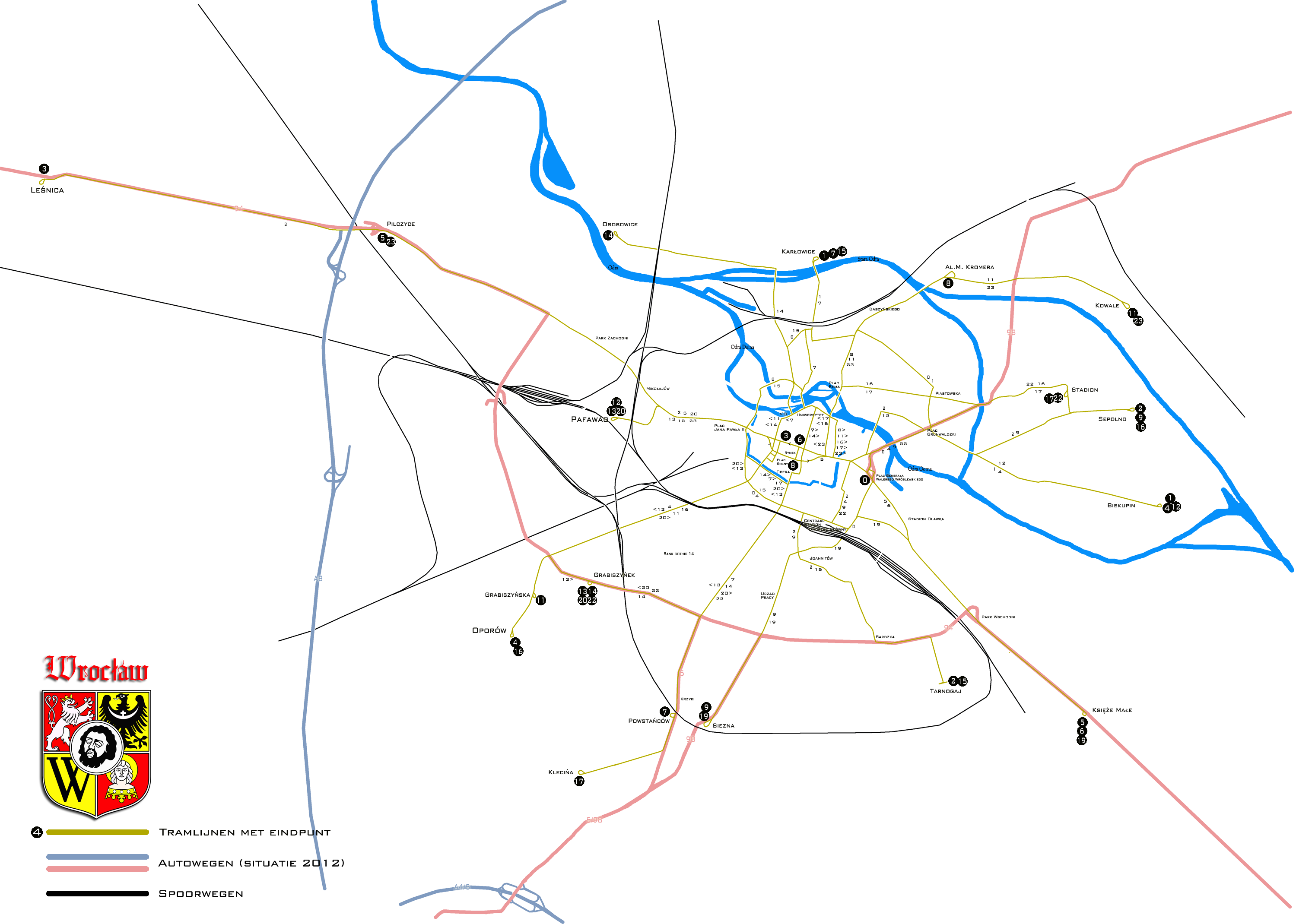
Liniennetz 1974

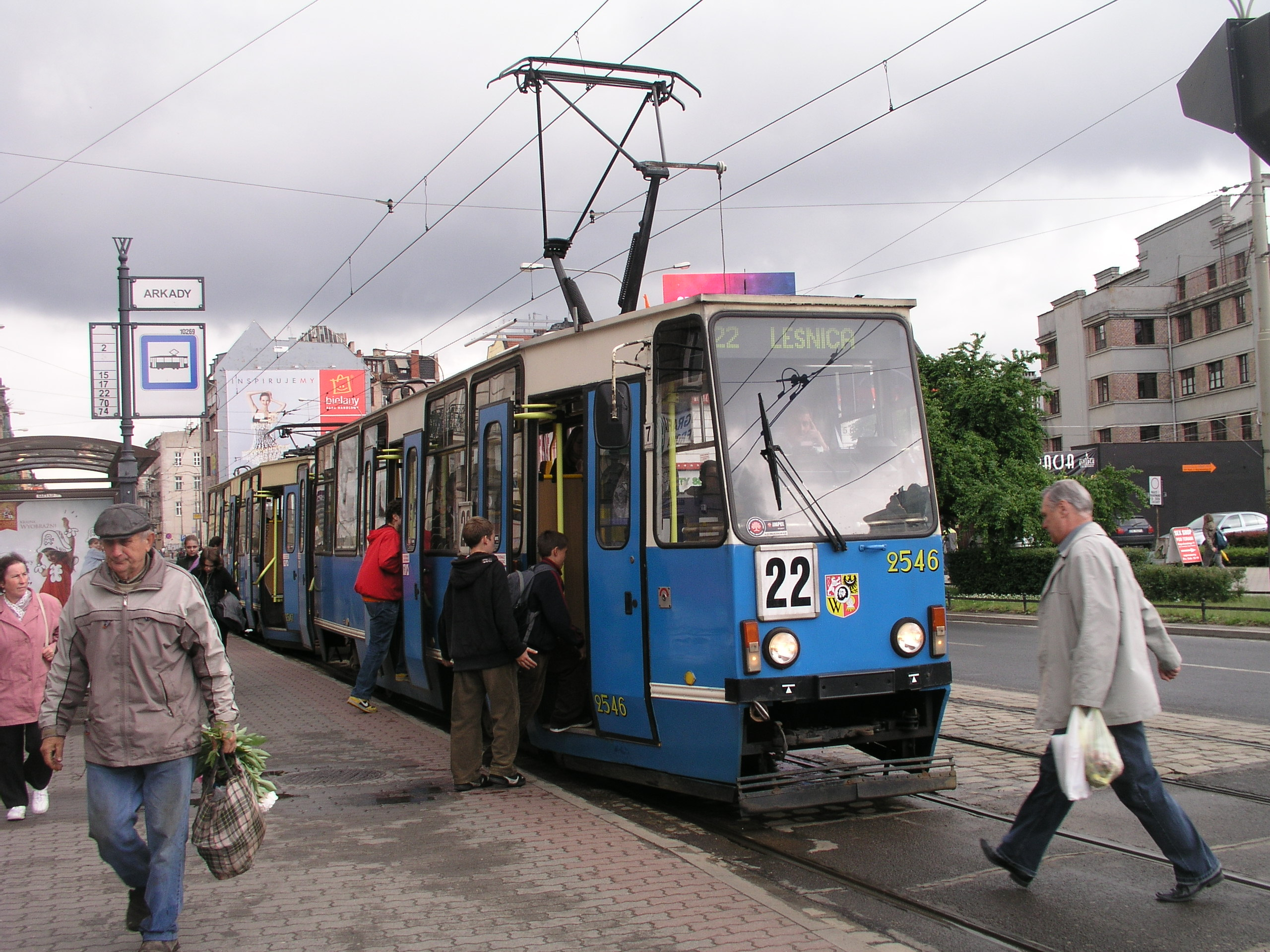
Doppeltraktion Konstal 105Na auf der Linie 22, Haltestelle Arkady (2009)

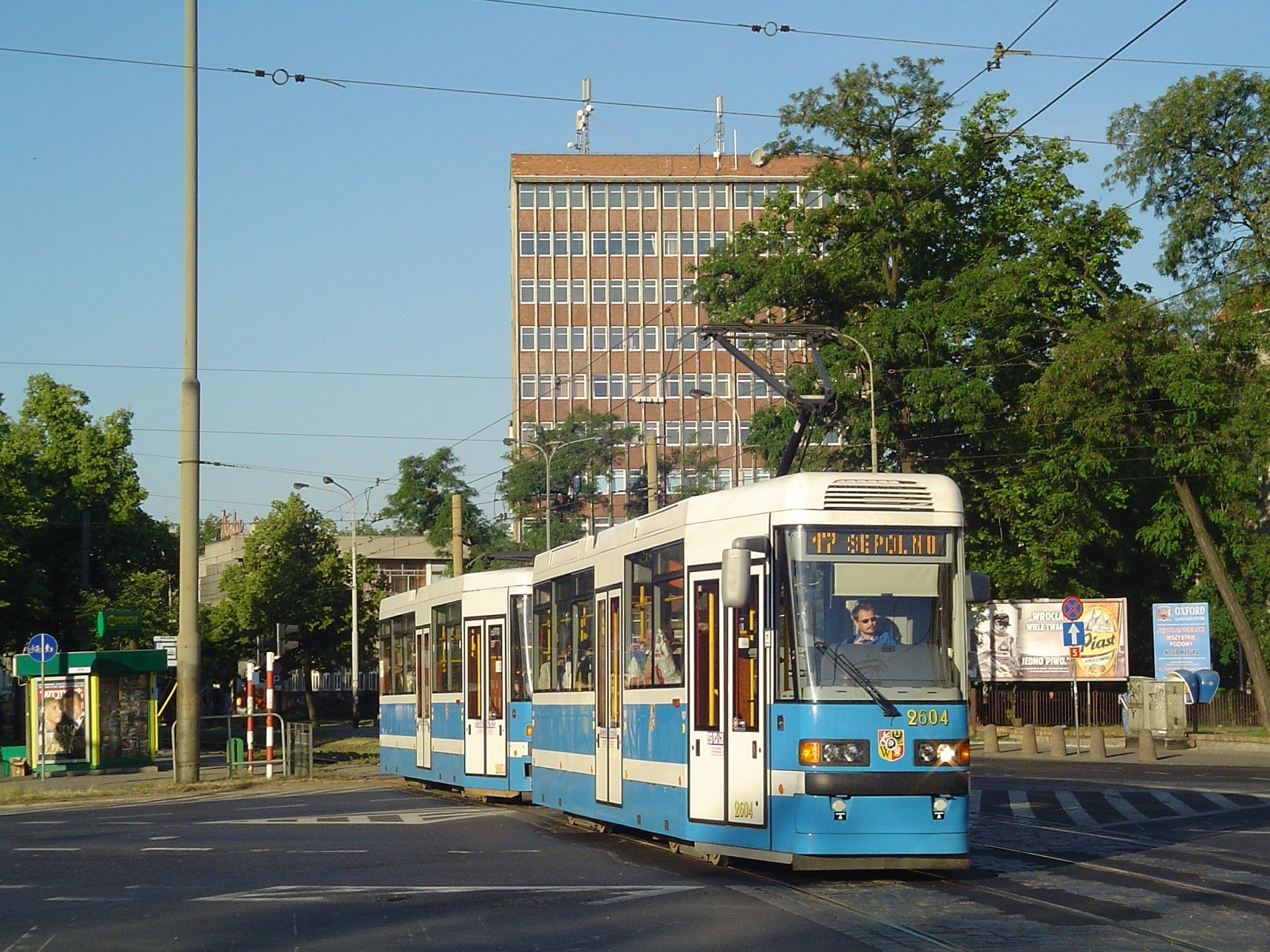
Die Protram 204WrAs-Wagen basieren auf dem vierachsigen Konstal-Modell 105Na (2006)

Der größte Streckenneubau nach dem Krieg war der Bau der Strecke Pilczyce – Leśnica (Linie 3) in den Nordwesten der Stadt. Im Jahr 1950 wurde Księże Małe (deutsch: Klein Ohlewiesen, vor 1933: Klein-Tschansch) im Südosten der Stadt an das Straßenbahnnetz angeschlossen. In den 1960er Jahren wurden große Investitionen in der Innenstadt getätigt, so dass Linien und Infrastruktur verbessert werden konnten.
Im Jahr 1965 wurde eine große Fahrgastbefragung durchgeführt, die insbesondere gewünschte Verbindungen und die Änderung des Angebotes umfasste. Die 18 Straßenbahn- und 23 Buslinien sollten verbessert werden. Die daraus abgeleiteten Empfehlungen folgten dem Trend der damaligen Zeit: Buslinien sollten in die Innenstadt geführt werden, schwache Straßenbahnlinien sollten stillgelegt werden, kurze Linien sollten rationalisiert und viele Straßenbahnstrecken sollten durch den „effizienteren“ Busverkehr ersetzt werden. Als Effizienzverbesserung wurde der Vorschlag bezeichnet, die Straßenbahnstrecken rund um den zentralen Markt stillzulegen. Nachdem der Plan von der Gemeinde verabschiedet worden war, folgte die Umsetzung. Die Stilllegung der Strecke nach Osobowice traf auf große Proteste in der Bevölkerung, die von der Presse thematisiert wurden, so dass diese schließlich zurückgenommen wurde. Zwischen 1967 und 1971 wurden sogar neue Strecken in Betrieb genommen (nach Grabiszynek und Mickiewicza). Im Jahr 1974 wurden mit den Linien 3, 6 und 8 die letzte Linien, die den Markt erreichten, verlegt.
Ab 1978 wurde die erste Straßenbahnstrecke auf eigenem Gleiskörper auf der Ost-West-Straße (Kazimierza Wielkiego-Straße) gebaut, sie führt südlich an der inneren Altstadt vorbei. Die Innenstadtstrecken über die Straßen Ruska und Oławska (südlich) sowie Świętego Mikołaja und Wita Stwosza (nördlich) wurden dabei stillgelegt.
In den 1980er Jahren ging die Beliebtheit des Busverkehrs zurück. Die strengen Winter 1978 und 1979 hatten zu Unterbrechungen des Busverkehrs geführt, auf einigen Linien verkehrten monatelang keine Busse. Als das Wetter sich besserte, blieben viele Busse mit gravierenden Schäden am Straßenrand liegen und konnten nicht mehr repariert werden. Es konnten keine Ersatzteile mehr beschafft werden. Die Fahrgäste wendeten sich der – meist ungehindert verkehrenden – Straßenbahn zu und begannen, Erweiterungen des Straßenbahnnetzes zu fordern. Die Linie nach Leśnica wurde 1981 zweigleisig ausgebaut und es folgten Netzerweiterungen unter anderem von Karłowice nach Wrozamet. Große Probleme machte es, die Stromversorgung sicherzustellen, weil es zu erheblichen Verzögerungen bei der Lieferung und dem Bau von Unterwerken kam.
1987 wurde eine Strecke längs der Straße Bałtycka gebaut und die Gleise auf dem Społeczny-Platz (heute: Powstańców-Warszawy-Platz) im Zentrum der Stadt wurden erneuert. Seit den 1990er Jahren treten Rückstände in der Instandhaltung auf. Einige Linien und Streckenabschnitte wurden stillgelegt und Erweiterungspläne verschwanden in der Schublade. Seit 1997 gab es keinen Tag, an dem alle Straßenbahnlinien mit der fahrplanmäßigen Taktdichte und über die richtige Strecke fahren konnten. Gründe dafür waren: schlechter Streckenzustand, Defekte an den Wagen, Störungen der Stromversorgung, Weichenstörungen, falsch geparkte Autos und mangelhafte Wartung. Manchmal wurde Bus-Ersatzverkehr eingerichtet, die Busse blieben jedoch im stark angewachsenen privaten Autoverkehr stecken. Die Fahrgastinformation wird von verschiedenen Instanzen durchgeführt, wodurch manchmal große Verwirrung entsteht. Im Jahr 2005 meldete der Verkehrsbetrieb, dass die Linie 22 nach Leśnica geführt werden soll und die Linie 3 nach Pilczyce verkürzt werden soll. Das Verkehrsamt kommunizierte diese Änderung jedoch als vorübergehend und unter der Liniennummer 12. Schließlich wurden die Linien 10 und 20 nach Leśnica geführt.

### Entwicklungen bis 2012, Tram PLUS

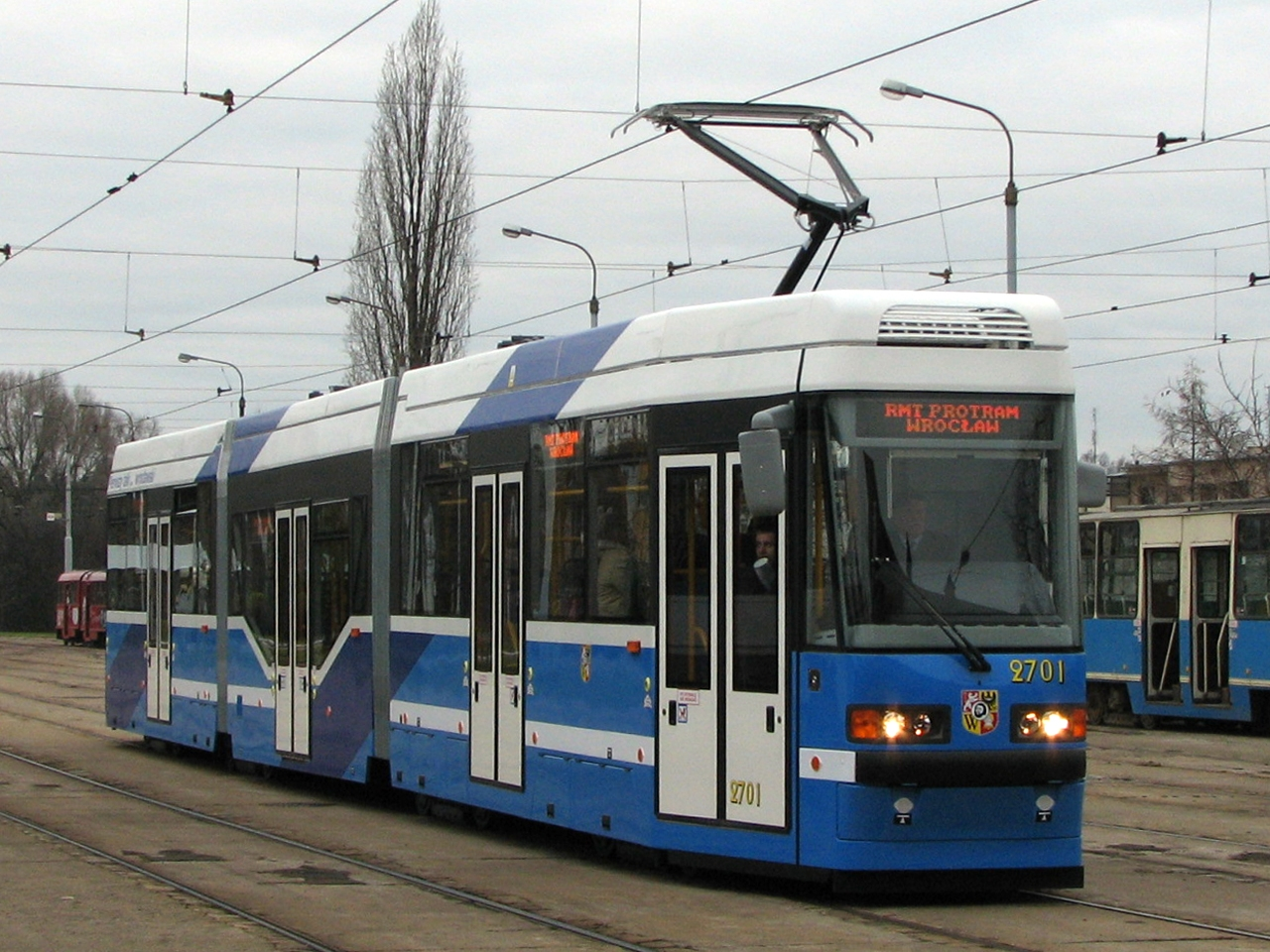
Doppelgelenktriebwagen mit niederflurigem Mittelteil, Typ Protram 205WrAs

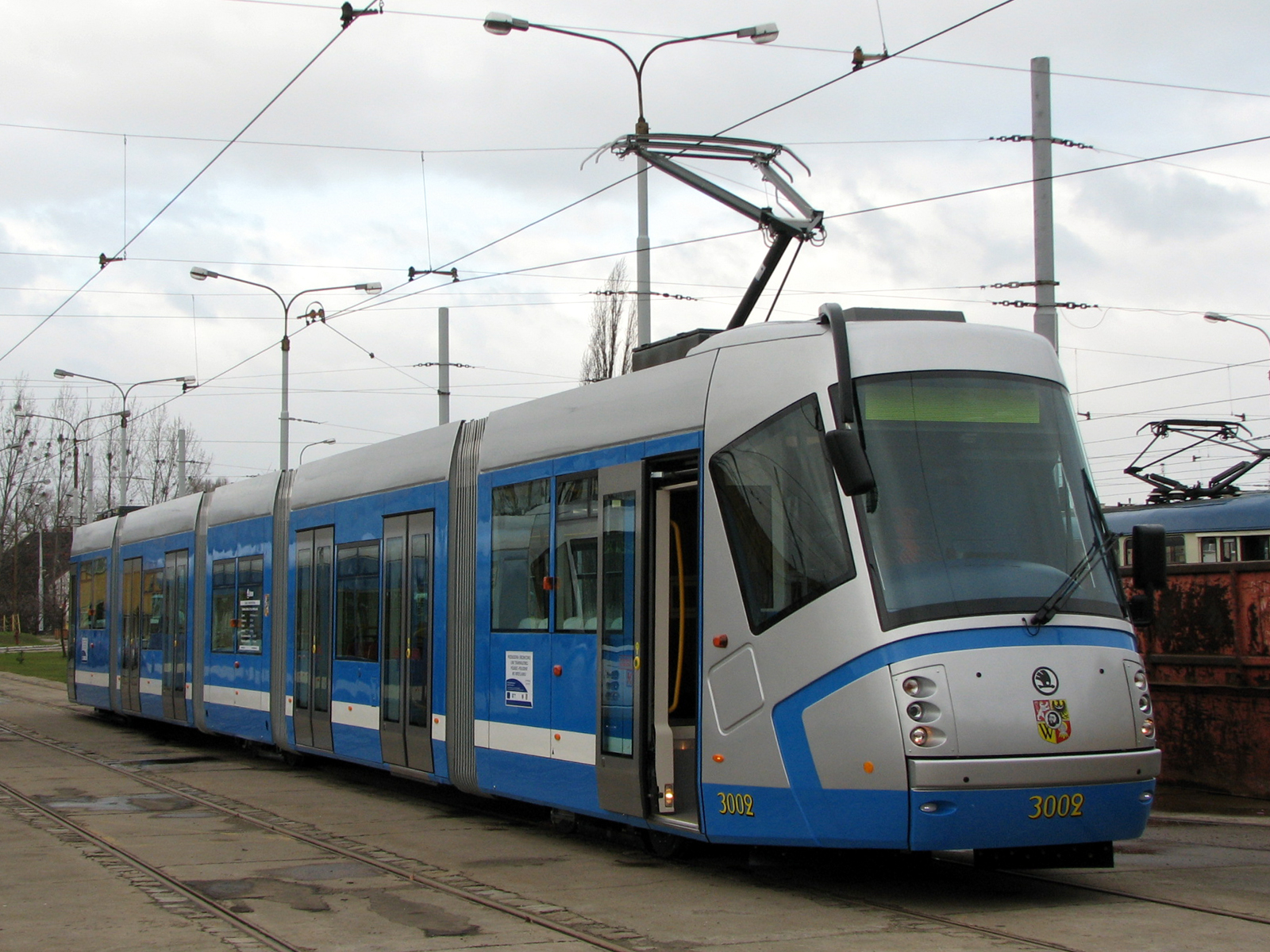
Škoda 16T Einrichtungswagen im Depot

Nach 1990 wurde in der Stadt viel investiert, um unabhängige Bahnkörper für die Straßenbahn anzulegen. Die Straßenbahn hat jedoch noch zahlreiche klassisch straßenbündige Gleise, da in der Stadt nicht überall Platz für einen besonderen Bahnkörper vorhanden ist. Dies betrifft 18 Kilometer Strecke. Auf einigen Abschnitten wird ein besonderer Bahnkörper dadurch suggeriert, dass der Gleisbereich erhöht liegt, aber vom Individualverkehr überfahren werden kann. Vom gesamten Liniennetz liegen 20 Kilometer in Fußgängerzonen. Es ist geplant, den Gleisbereich wo immer möglich vom Individualverkehr zu trennen, teilweise durch Zäune.
Der gesamte Wagenpark bestand aus Einrichtungsfahrzeugen, so dass alle Straßenbahnlinien Endschleifen besitzen müssen. Mit der Anschaffung der neuesten Škoda 19 T-Straßenbahnwagen verkehren zum ersten Mal moderne Zweirichtungswagen in Breslau. Diese neuen Wagen sind zusammen mit den Škoda 16 T für die Tram-PLUS-Linien bestimmt.

Im Jahr 2006 begann der Umbau der bestehenden Verbindung von Pilczyce zum Olympiastadion (pl: Stadion Olimpijski we Wrocławiu) im Osten der Stadt und nach Gaj im Südosten. Die West-Ost-Verbindung verkehrt durch das Stadtzentrum über den Grunwaldzki-Platz und die Verbindung nach Gaj über den Legionów-Platz und den Hauptbahnhof. Am Hauptbahnhof und bei der Theaterstraße waren zwei Tunnelstrecken geplant, die vorläufig jedoch nicht realisiert werden konnten. Geplant war, die Reisezeit auf den betreffenden Straßenbahnlinien um die Hälfte zu verkürzen. Für die Fußball-Europameisterschaft 2012 wurde der Ausbau der Strecke nach Pilczyce, wo das neue Stadion Miejski gebaut wurde, geplant und realisiert. Das neue Stadion liegt an der Strecke der Linien 10/20 nach Leśnica und wird über die neue Linie 32 PLUS mit dem Hauptbahnhof verbunden. Auf den Tram-PLUS-Linien wurden alle Ampeln mit einer Vorrangschaltung ausgerüstet, um so eine höhere Reisegeschwindigkeit zu erreichen. Für diese Linien wurden die neuen Škoda-Bahnen angeschafft. Für die Fußballmeisterschaft war ein Abzweig von der Leśnica-Strecke nach Kozanów geplant, aber nicht realisiert. Die viel befahrene Linie nach Biskupin wurde auf Tram PLUS-Niveau umgebaut.
In der Zukunftsvision der MPK und der Stadtverwaltung ist die Straßenbahn das Rückgrat des öffentlichen Verkehrs. Ambitiös sind die Ausbauplanungen: Streckenverlängerungen nach Maślice I und II, ganz neue Linien nach Nowy Dwor, einen zusätzlichen südwestlichen Durchstich in den Bezirk Opowów II, die Verlängerung der Linien 9 und 15 nach Ołtazyn, von Morwowa (Linie 32 PLUS) nach Jagodno und einen Abzweig von den Linien in den Norden nach Karłowice. Darüber hinaus gibt es sehr ehrgeizige Pläne für Strecken in den Nordosten als Verlängerungen der Linien nach Kowale (6) und 9 und 17 nach Pawłowice, Zakrzów und Psie Pole. Der Zeithorizont für diese Planungen war das Jahr 2015, die Finanzierung ist nicht gesichert.

## Betrieb
Die Hauptlinien waren mit den Nummern 0 bis 24 gekennzeichnet. Zusätzlich wurden die Linien 31, 32 und 33 mit dem Zusatz „PLUS“ eingeführt – diese Linien beförderten Fahrgäste im Rahmen des Programms „Tramwaj Plus“. Am 17. Februar 2014 wurde der Zusatz „PLUS“ aus den Bezeichnungen der Linien 31, 32 und 33 entfernt. Im Mai 2023 wurde die Straßenbahnlinie nach Popowice über die Długa-Straße eröffnet. Im September 2023 wurde die Straßenbahnlinie nach Nowy Dwór eröffnet, wobei das Liniennetz und das Nummerierungssystem teilweise geändert wurden, um ein flüssigeres System mit den Nummern 1 bis 23 zu schaffen.
Kommt es in Folge von Bauarbeiten zu Änderungen am Linienweg, so ist der Hintergrund des zusätzlichen großen Linienschildes unter der Frontscheibe gelb statt weiß. Temporär eingerichtete Baustellenlinien wiederum werden mit 70er-Nummern gekennzeichnet. Während großer Veranstaltungen in der Jahrhunderthalle (Hala Stulecia oder Hala Ludowa) oder im Olympiastadion verkehren Einsatzwagen, bei denen ein E an die Liniennummer angehängt wird. Zu Allerseelen verkehren Zusatzkurse zu den Friedhöfen mit einem E vor der Liniennummer: E1, E5 und E9.

### Linien

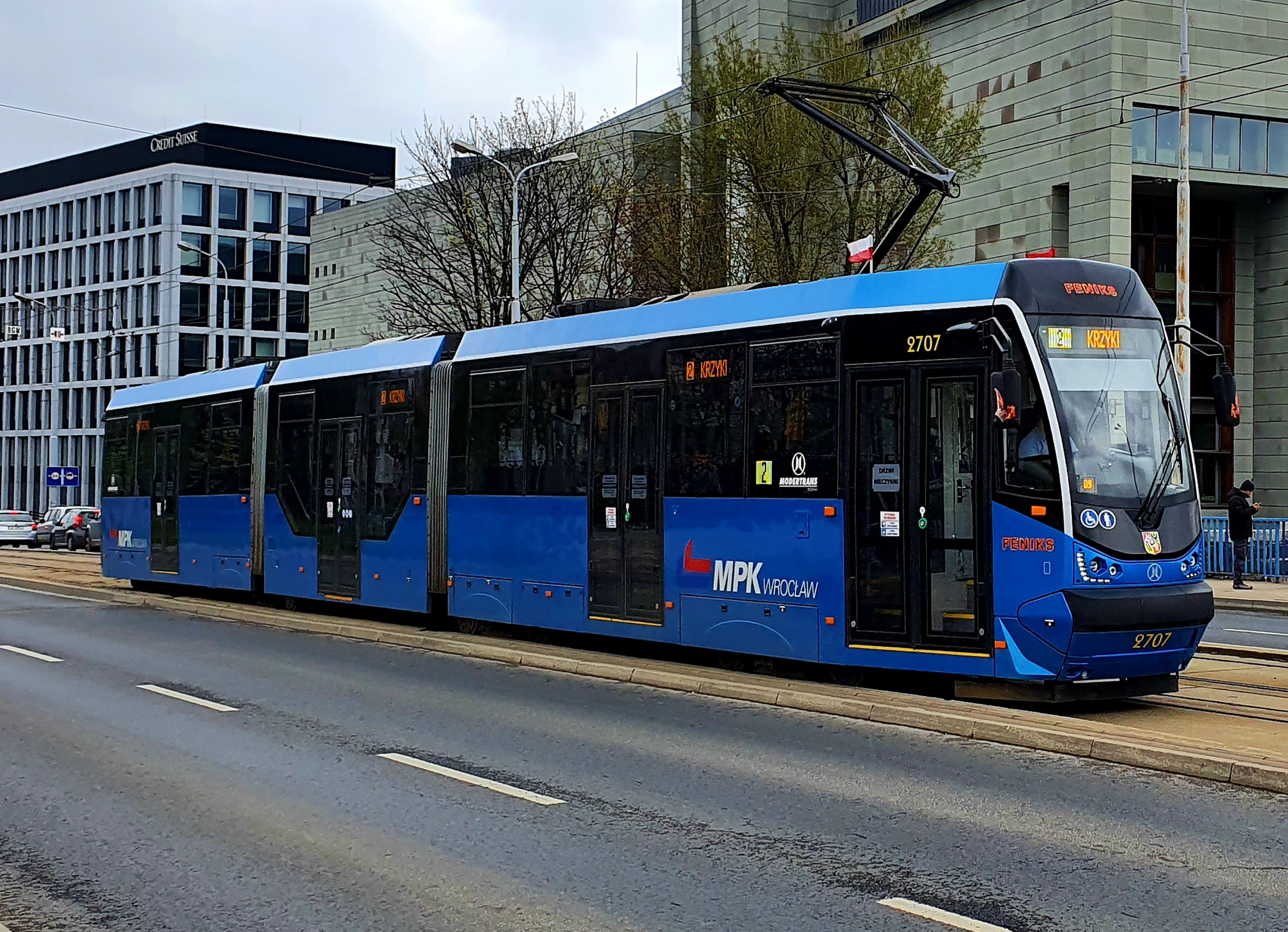
Doppelgelenktriebwagen mit niederflurigem Mittelteil, Typ Modertrans Moderus Beta MF 24 AC

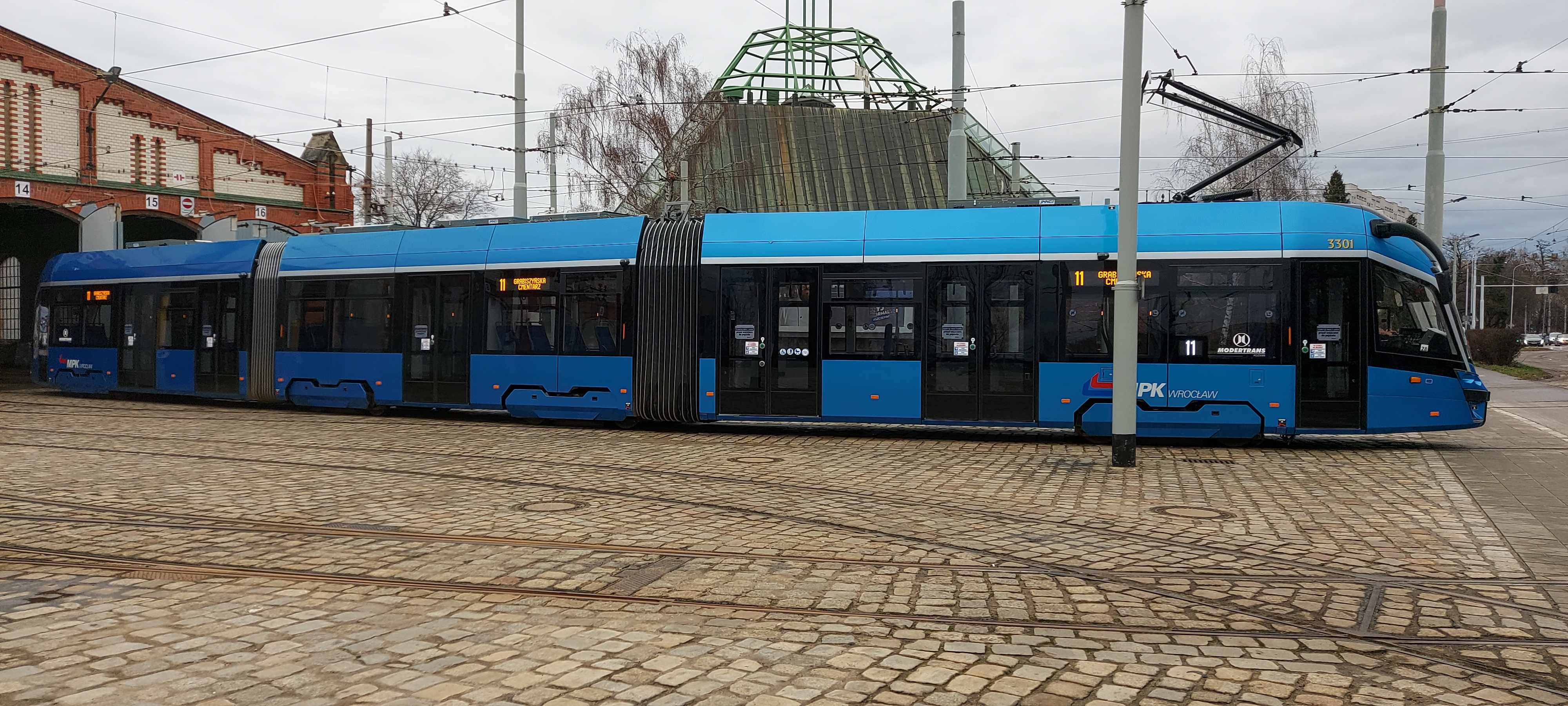
Modertrans Moderus Gamma LF07AC im Depot

| Linie | Strecke                                                             | Länge   | Fahrzeit  | Halte | Bemerkung |
| ----- | ------------------------------------------------------------------- | ------- | --------- | ----- | --- |
| 1     | Biskupin (Bischofswalde) ↔ Poświętne (Lilienthal)                   | 10,1 km | 32 min    | 22    | |
| 2     | Biskupin (Bischofswalde) ↔ Krzyki (Krietern)                        | --      | --        | --    | Die Linie ist eingestellt und durch die Linie 72 ersetzt worden.                                                                                   |
| 3     | Leśnica (Lissa) ↔ Księże Małe (Klein Tschansch)                     | 18,5 km | 53 min    | 38    | |
| 4     | Biskupin (Bischofswalde) ↔ Oporów (Opperau)                         | 11,6 km | 45 min    | 30    | |
| 5     | Oporów (Opperau) ↔ Księże Małe (Klein Tschansch)                    | 11,7 km | 42 min    | 27    | |
| 6     | Kowale (Cawallen) ↔ Krzyki (Krietern)                               | 12,2 km | 43 min    | 25/28 | Während der morgendlichen und nachmittäglichen Hauptverkehrszeit verkehrt die Linie auf einer verlängerten Strecke ab der Endhaltestelle Kowale.   |
| 7     | Poświętne (Lilienthal) ↔ Klecina (Klettendorf)                      | 11,1 km | 38 min    | 21/24 | |
| 8     | Karłowice (Karlsbad) ↔ Tarnogaj (Dürrgoy)                           | 9,2 km  | 40 min    | 25/23 | |
| 9     | Sępolno (Zimpel) ↔ Park Południowy (Südpark)                        | 10,7 km | 43/40 min | 26/25 | |
| 10    | Leśnica (Lissa) ↔ Biskupin (Bischofswalde)                          | 19,2 km | 61/65 min | 39    | |
| 11    | Kromera (Heinrich-von-Korn-Straße) ↔ Oporów (Opperau)               |         | 37/41 min | 24/27 | |
| 12    | Sępolno (Zimpel) ↔ Kozanów (Górnicza) (Cosel)                       |         | 56/57 min | 29/30 | Der Name des Endziels ist anders als der Name der letzten Haltestelle (diese heißt „Górnicza“).                                                    |
| 13    | Stadion Olimpijski ↔ Wrocław Nowy Dwór (P+R) (Breslau-Mariahöfchen) |         | 48/53 min | 29/30 | |
| 14    | Osobowice (Oswitz) ↔ Krzyki (Krietern)                              |         | 55/53 min | 35    | |
| 15    | Poświętne (Lilienthal) ↔ Park Południowy (Südpark)                  |         | 41/38 min | 22/23 | |
| 16    | Osobowice (Oswitz) ↔ Tarnogaj (Dürrgoy)                             |         | 49/50 min | 29    | |
| 17    | Sępolno (Zimpel) ↔ Klecina (Klettendorf)                            |         | 62 min    | 41    | |
| 18    | Gaj (Herdain) ↔ Stadion Miejski (Städtisches Stadion)               |         | 51/50 min | 33/32 | Wird ausschließlich mit Zweirichtungsfahrzeugen und Niederflurfahrzeugen bedient.                                                                  |
| 19    | ZOO (Zoologischer Garten) ↔ Kozanów (Dokerska) (Cosel)              |         | 36/37 min | 24/23 | Wird ausschließlich mit Niederflurfahrzeugen bedient.                                                                                              |
| 20    | Leśnica (Lissa) ↔ Oporów (Opperau)                                  | --      | --        | --    | Die Linie ist eingestellt und durch die Linie 72 ersetzt worden.                                                                                   |
| 21    | Gaj (Herdain) ↔ Stadion Olimpijski                                  |         | 45/44 min | 27/26 | Wird ausschließlich mit Zweirichtungsfahrzeugen und Niederflurfahrzeugen bedient.                                                                  |
| 22    | Tarnogaj (Dürrgoy) ↔ Pilczyce (Pilzen)                              |         | 42 min    | 25    | |
| 23    | Kowale (Cawallen) ↔ Wrocław Nowy Dwór (P+R) (Breslau-Mariahöfchen)  |         | 53/54 min | 35    | Wird ausschließlich mit Niederflurfahrzeugen bedient.                                                                                              |
| 24    | Pilczyce (Pilzen) ↔ Kowale (Cawallen)                               | --      | --        | --    | Die Inbetriebnahme ist nach Abschluss der Arbeiten am Betriebshof Ołbin, am plac Powstańców Wielkopolskich sowie an der Słowiańska-Straße geplant. |

## Rollmaterial
Die ersten Wagen für die Pferdestraßenbahn wurden von Herbrand in Köln gebaut. Spätere Serien wurden von Linke-Hofmann gebaut. Die ersten elektrischen Straßenbahnwagen kamen von Herbrand. Dies betraf eine Serie von 40 Trieb- und 25 Beiwagen. Da Linke-Hofmann der örtliche Waggonbauer war, lag es auf der Hand, dass alle Straßenbahnwagen bei diesem Hersteller gekauft wurden. Die erste Massenproduktion von geschweißten Stahl-Straßenbahnwagen geschah in Breslau. Die Serie umfasste 232 Triebwagen, LH Standard genannt. Nach dem Zweiten Weltkrieg wurden die Typen N, danach 102N, 102Na und 102e (letzterer wurde ausschließlich in Breslau eingesetzt) in Dienst gestellt.
Die für polnische Straßenbahnnetze lange Zeit prägenden Wagen des Typs 105Na von Konstal sind nur noch in modernisierter Form als 105NWr im Einsatz. Neben der Modernisierung wurden bis 2008 auch Neufahrzeuge gleicher Konzeption neu beschafft. Ab 2006 kamen Niederflurwagen hinzu, bis 2019 jedoch teilweise mit nur geringem, auf das Mittelteil beschränkten Niederfluranteil. Nur eine Fahrzeugserie ist als Zweirichtungswagen ausgeführt, der Rest als Einrichtungswagen.
| Nummern   | Anzahl             | Hersteller | Typ                    | Charakteristik                                  | Baujahre  | Modernisierung | Bemerkung                              |
| --------- | ------------------ | ---------- | ---------------------- | ----------------------------------------------- | --------- | -------------- | -------------------------------------- |
| 22xx–25xx | 162                | Konstal    | 105NWr                 | Einrichtungswagen Hochflurwagen                 |           | 2003–2010      | durch Protram modernisierte 105Na      |
| 2601–2612 | 12                 | Protram    | 204WrAs                | Einrichtungswagen Hochflurwagen                 | 2004–2008 |                |                                        |
| 2701–2726 | 26                 | Protram    | Moderus Beta MF 17 AC  | Einrichtungswagen mit geringem Niederfluranteil | 2006–2011 | 2021           | durch Modertrans modernisierte 205WrAs |
| 2801–2822 | 22                 | Modertrans | Moderus Beta MF 19 AC  | Einrichtungswagen mit geringem Niederfluranteil | 2015–2017 |                |                                        |
| 2901–2940 | 40                 | Modertrans | Moderus Beta MF 24 AC  | Einrichtungswagen mit geringem Niederfluranteil | 2018–2019 |                |                                        |
| 3101–3131 | 31                 | Škoda      | 19T Elektra            | Zweirichtungswagen Niederflurwagen              | 2010–2011 |                |                                        |
| 3001–3017 | 17                 | Škoda      | 16T Elektra            | Einrichtungswagen Niederflurwagen               | 2006      |                |                                        |
| 3201–3208 | 8                  | Pesa       | 2010NW Twist           | Einrichtungswagen Niederflurwagen               | 2015      |                |                                        |
| 3301–3346 | 46                 | Modertrans | Moderus Gamma LF 07 AC | Einrichtungswagen Niederflurwagen               | 2021–2024 |                |                                        |
| 3401–3440 | 40 in Auslieferung | Pesa       | 146N Twist             | Einrichtungswagen Niederflurwagen               | ab 2024   |                |                                        |

### Museumswagen

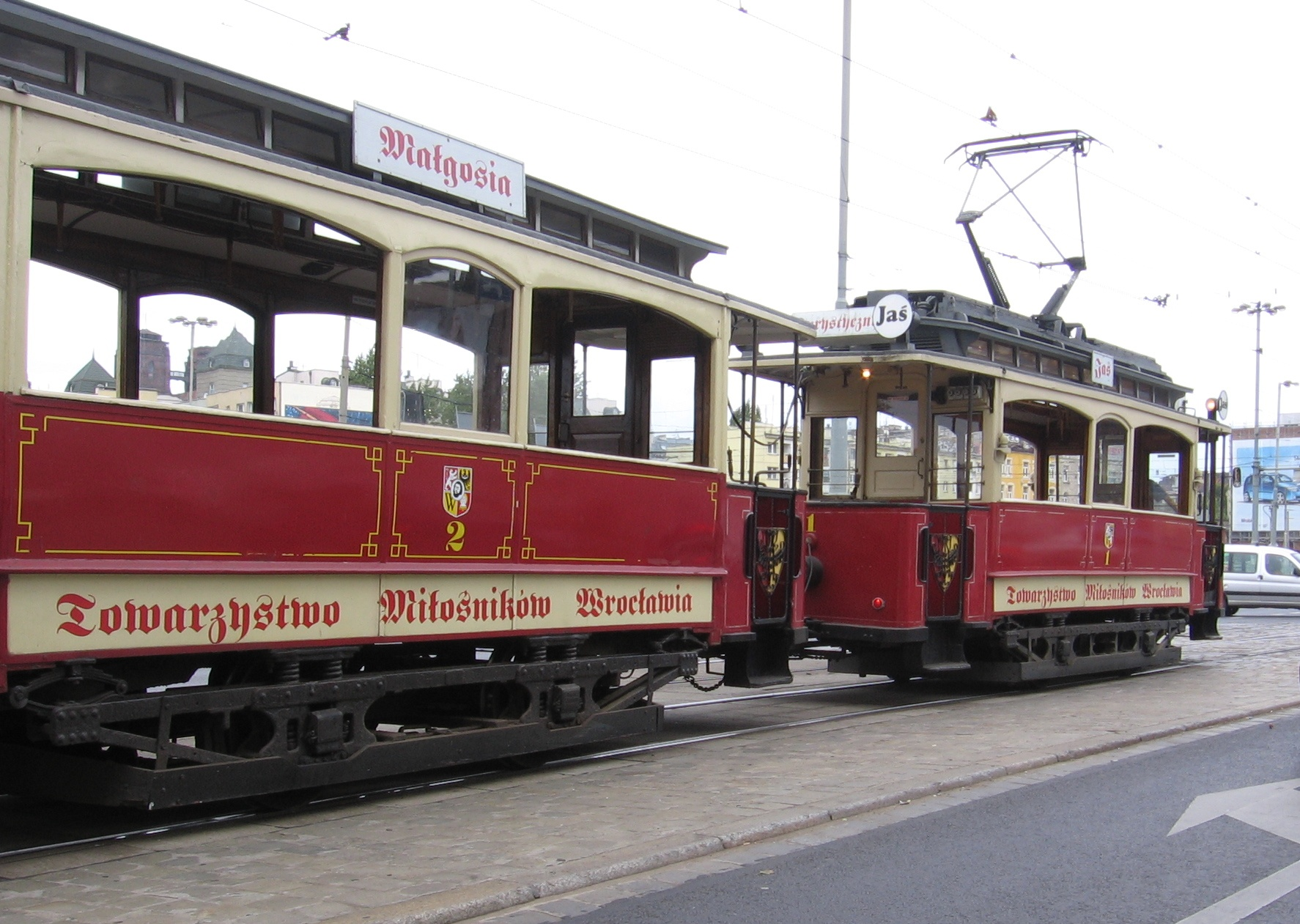
Berolina-Wagen Hans und Gretel

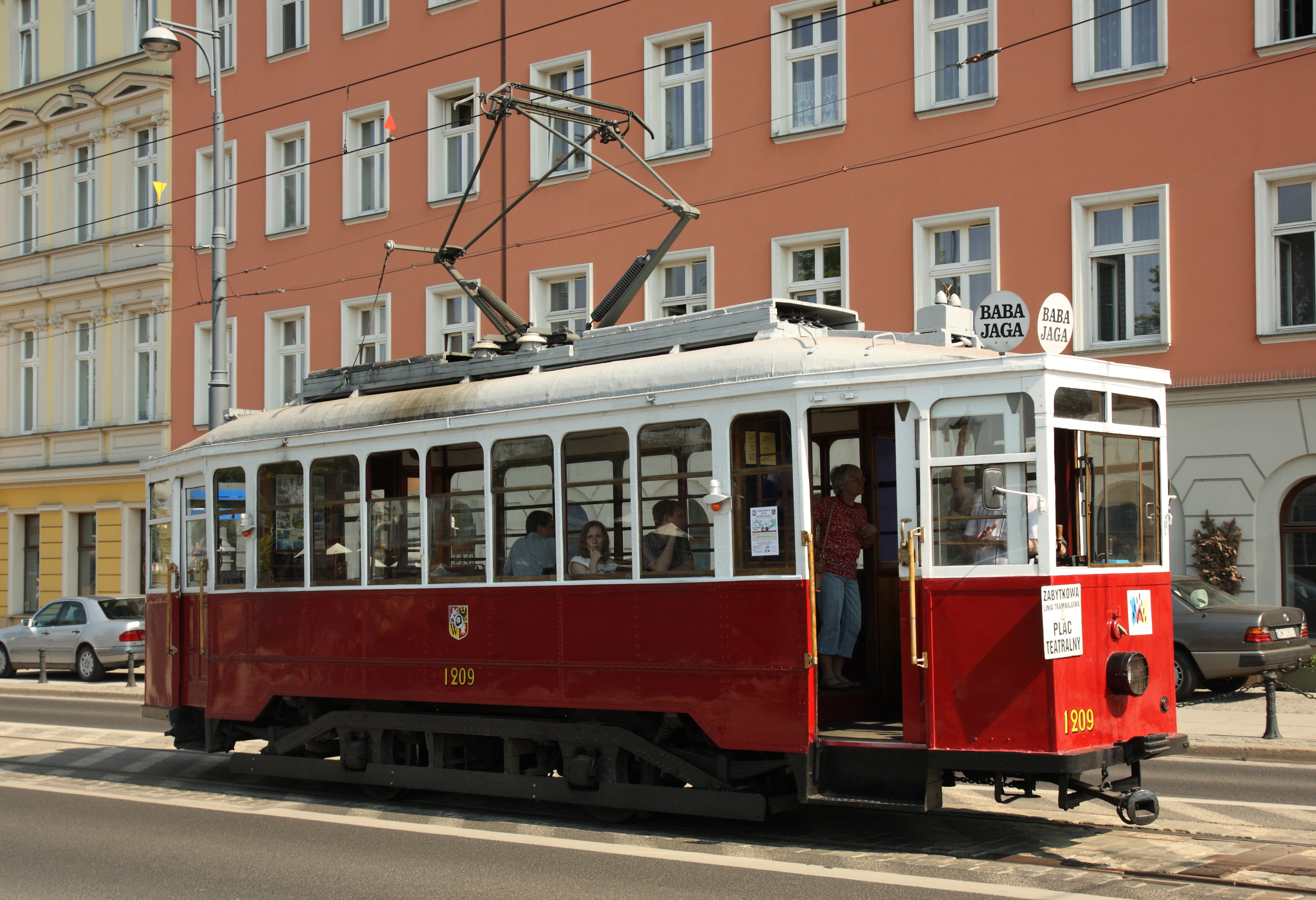
Museumsstraßenbahnwagen 1209 Typ LH Standard aus 1929; der Scherenstromabnehmer ist nicht original

Der historische Fahrzeugpark umfasst:
- eine nachgebaute Pferdebahn (Lorca)
- ein zweiachsiger Triebwagen und ein zweiachsiger Beiwagen aus den Jahren 1901–1902, Typ Berolina (Nr. 1 „Hans“ und Nr. 2 „Gretel“). Diese Wagen wurden von LHW/Trelenberg gebaut.
- zehn LH Standard-Triebwagen aus den Jahren 1925–1929 (einschließlich Nr. 1209, „Baba Jaga“, in roter Lackierung und Nr. 1217, „Juliusz“, cremefarben)
- ein ‘Maximum’ LH-Triebwagen aus der Zwischenkriegszeit; dieser Wagen befindet sich in sehr schlechtem Zustand
- neun Konstal N-Wagen aus den Jahren 1950/1951 (einschließlich Nr. 1332 „Benny“ mit Beiwagen „Lolek“)
- zwei Triebwagen des Typs Konstal 102N aus 1969 (einschließlich Nr. 2002 „Strachotek“, ehemals Nr. 2110)